# Paul Kaye
Paul Kaye (Clapham, 15 december 1964) is een Brits acteur, scenarioschrijver en komiek.

## Biografie
Kaye werd geboren in Clapham, en werd samen met zijn tweelingzus geadopteerd en opgevoed door een Joods echtpaar. Op zestienjarige leeftijd ging hij met een tweejarige beurs studeren aan de Universiteit van Westminster in Londen, en studeerde daarna in 1987 af in decorontwerp aan de Nottingham Trent University in Nottingham.

## Persoonlijk leven
Kaye is in 1989 getrouwd met een Israëlische vrouw, die hij in Israël heeft leren kennen tijdens zijn kortstondig verblijf aldaar, en heeft hieruit twee kinderen.
Kaye schreef een artikel in The Guardian voor een oproep tot vrede in Israël, nadat zijn schoonmoeder in 2008 werd gedood door een raketaanval aldaar.
Kaye gaf een grafrede op de uitvaart van Keith Flint, de zanger van The Prodigy.

## Carrière
Kaye begon in 1995 met acteren in de televisieserie The Sunday Show, waarna hij nog meer dan 120 rollen speelde in televisieseries en films. Zo is hij bekend van onder andere Game of Thrones (2013-2017), Vera (2019-heden) en After Life (2019-heden).
Kaye werd in 2006 genomineerd voor een Genie Award voor zijn hoofdrol in de film It's All Gone Pete Tong in de categorie Beste Optreden door een Acteur in de Hoofdrol. Voor zijn rol in Game of Thrones werd hij in 2014 samen met de cast genomineerd voor een Screen Actors Guild Award in de categorie Beste Optreden door een Cast in een Televisieserie.

## Filmografie

### Films
Selectie:
- 2022 Catherine Called Birdy - als Sir John Henry Murgaw VIII / "Shaggy Beard"
- 2015 Pan - als Mutti Voosht
- 2014 Dracula Untold - als broeder Lucian
- 2009 Malice in Wonderland - als Caterpillar
- 2007 WΔZ - als dr. Gelb
- 2005 Match Point - als makelaar
- 2005 It's All Gone Pete Tong - als Frankie Wilde
- 2004 Shaun of the Dead - als zombie achter de The Winchester

### Televisieseries
Selectie:
- 2024 Shardlake - als broeder Jerome - 4 afl.
- 2024 Sexy Beast - als Stan Higgins - 7 afl.
- 2019-2023 Vera - als dr. Malcolm Donahue - 15 afl.
- 2022 Pennyworth - als Francis - 5 afl.
- 2022 Mood - als Kevin - 3 afl.
- 2021-2022 Beforeigners - als John Roberts - 4 afl.
- 2021 The Watch - als Inigo Skimmer - 5 afl.
- 2020 The Third Day - als de Cowboy - 3 afl.
- 2019-2020 After Life - als psychiater - 12 afl.
- 2019 Cold Feet - als Eerwaarde Daniel Booth - 2 afl.
- 2020 The Stranger - als Patrick Katz - 8 afl.
- 2019 Year of the Rabbit - als D.I. Tanner - 6 afl.
- 2016-2018 Zapped - als Howell - 15 afl.
- 2018 Wanderlust - als Lawrence Cole - 5 afl.
- 2013-2017 Game of Thrones - als Thoros of Myr - 10 afl.
- 2016-2017 Drunk History: UK - als John Logie Baird - 7 afl.
- 2015 Jonathan Strange & Mr Norrell - als Vinculus - 7 afl.
- 2013-2014 Lilyhammer - als Duncan Hammer - 4 afl.
- 2011-2012 Lucky Fred - als Friday - 52 afl.
- 2010-2011 Mongrels - als Vince - 17 afl.
- 2007-2008 Chop Socky Chooks - als dr. Wasabi - 26 afl.
- 2008 Modern Toss - als diverse rollen - 6 afl.
- 2006-2007 Strutter - als Mike Strutter - 16 afl.
- 2001-2003 Two Thousand Acres of Sky - als Kenny Marsh - 16 afl.
- 2000-2001 Perfect World - als Bob Slay - 13 afl.
- 1995-1997 The Sunday Show - als Dennis Pennis - 6 afl.

### Computerspellen
- 2004 The Getaway: Black Monday - als Levi Statov
- 1996 You Don't Know Jack - als Jack Cake

### Scenarioschrijver
- 2023 Science for Evil Geniuses - televisieserie - 8 afl.
- 2006-2007 Strutter - televisieserie - 16 afl.
- 2003 A Star is Porn - documentaire
- 1998 You Are Here - film
- 1997 Dennis Pennis R.I.P. - film
- 1996-1997 Very Important Pennis - televisieserie - 3 afl.
- 1996 Very Important Pennis: Uncut - film
- 1995 Anyone for Pennis? - korte film

- Bibliothèque nationale de France: cb16212050k (data)
- Gemeinsame Normdatei: 1162569557
- International Standard Name Identifier: 0000 0001 1949 5742
- Library of Congress Control Number: nr2005030377
- MusicBrainz: 5f41876d-3a44-49c9-a459-eb107c0edf36
- Nationale Bibliotheek van Tsjechië: pna2007370898
- Nederlandse Thesaurus van Auteursnamen: 270038361
- Système universitaire de documentation: 225779072
- Virtual International Authority File: 49186462
- WorldCat: E39PBJy4hWtHPX9QDRptMfkYyd